# Dritan Smajlaj
Dritan Smajlaj (Alessio, 12 febbraio 1985) è un ex calciatore albanese, difensore.

## Carriera

### Club
Ha militato per ben 5 stagioni nel Vllaznia.

### Nazionale
Ha giocato nella nazionale albanese Under-21.

## Statistiche

### Presenze e reti nei club
Statistiche aggiornate al 18 novembre 2016.
| Stagione          | Squadra           | Campionato        | Campionato | Campionato | Coppe nazionali | Coppe nazionali | Coppe nazionali | Coppe continentali | Coppe continentali | Coppe continentali | Altre coppe | Altre coppe | Altre coppe | Totale | Totale |
| Stagione          | Squadra           | Comp              | Pres       | Reti       | Comp            | Pres            | Reti            | Comp               | Pres               | Reti               | Comp        | Pres        | Reti        | Pres   | Reti   |
| ----------------- | ----------------- | ----------------- | ---------- | ---------- | --------------- | --------------- | --------------- | ------------------ | ------------------ | ------------------ | ----------- | ----------- | ----------- | ------ | ------ |
| 2004-2005         | Kastrioti         | KP                | ?          | ?          | CA              | 0               | 0               | -                  | -                  | -                  | -           | -           | -           | 0+     | 0+     |
| 2005-2006         | Kastrioti         | KP                | ?          | ?          | CA              | 0               | 0               | -                  | -                  | -                  | -           | -           | -           | 0+     | 0+     |
| Totale Kastrioti  | Totale Kastrioti  | Totale Kastrioti  | ?          | ?          |                 | 0               | 0               |                    | -                  | -                  |             | -           | -           | 0+     | 0+     |
| 2006-2007         | Besëlidhja        | KP                | ?          | ?          | CA              | 0               | 0               | -                  | -                  | -                  | -           | -           | -           | 0+     | 0+     |
| 2007-2008         | Besëlidhja        | KS                | 27         | 2          | CA              | 0               | 0               | -                  | -                  | -                  | -           | -           | -           | 27     | 2      |
| Totale Besëlidhja | Totale Besëlidhja | Totale Besëlidhja | 27+        | 2+         |                 | 0               | 0               |                    | -                  | -                  |             | -           | -           | 27+    | 2+     |
| 2008-2009         | Vllaznia          | KS                | 27         | 0          | CA              | 7               | 1               | CU                 | 4                  | 0                  | SA          | 1           | 0           | 39     | 1      |
| 2009-2010         | Vllaznia          | KS                | 28         | 0          | CA              | 6               | 2               | UEL                | 4                  | 1                  | -           | -           | -           | 38     | 3      |
| 2010-2011         | Vllaznia          | KS                | 28         | 0          | CA              | 4               | 0               | -                  | -                  | -                  | -           | -           | -           | 32     | 0      |
| 2011-2012         | Vllaznia          | KS                | 23         | 4          | CA              | 9               | 1               | UEL                | 4                  | 0                  | -           | -           | -           | 36     | 5      |
| 2012-2013         | Vllaznia          | KS                | 22         | 7          | CA              | 3               | 0               | -                  | -                  | -                  | -           | -           | -           | 25     | 7      |
| Totale Vllaznia   | Totale Vllaznia   | Totale Vllaznia   | 128        | 11         |                 | 29              | 4               |                    | 12                 | 1                  |             | 1           | 0           | 170    | 16     |
| 2013-2014         | Kukësi            | KS                | 24         | 2          | CA              | 6               | 0               | UEL                | 2                  | 0                  | -           | -           | -           | 32     | 2      |
| 2014-2015         | Kukësi            | KS                | 25         | 0          | CA              | 5               | 0               | UEL                | 2                  | 0                  | -           | -           | -           | 32     | 0      |
| Totale Kukësi     | Totale Kukësi     | Totale Kukësi     | 49         | 2          |                 | 11              | 0               |                    | 4                  | 0                  |             |             |             | 64     | 2      |
| 2015-2016         | KF Tirana         | KS                | 26         | 1          | CA              | 4               | 0               | -                  | -                  | -                  | -           | -           | -           | 30     | 1      |
| 2016-             | Besëlidhja        | KP                | 8          | 1          | CA              | 3               | 0               | -                  | -                  | -                  | -           | -           | -           | 11     | 1      |
| Totale carriera   | Totale carriera   | Totale carriera   | 238        | 17         |                 | 44              | 4               |                    | 16                 | 1                  |             | 1           | 0           | 302    | 22     |